# Charles Ruhl
Charles Edward Ruhl, född 1936, död 25 december 2009, var en amerikansk filosof och språkvetare samt professor i engelska vid Old Dominion University. Han har uppmärksammats för sina teorier om monosemi (den semantiska egenskapen hos termer att enbart ha en betydelse och därmed frånvaro av tvetydighet), som bland annat formulerades i verket On Monosemy.
Ruhl tog sin fil. kand. vid Gettysburg College i filosofi, sin masterexamen i engelska vid Purdue University och doktorerade i lingvistik vid University of North Carolina at Chapel Hill. Han var gift med Janet Bing, engelskprofessor vid Old Dominion University.